# Lasse Baunkilde
Lasse Baunkilde (født 22. juni 1983 i København) er en dansk skuespiller og musiker.

## Filmografi
- Ørnens øje (1997)
- Kærlighed ved første hik (1999)
- Min søsters børn (2001)

### Tv-serier
- Brødrene Mortensens Jul (1998,2002)
- Rejseholdet (2000-2003)
- Krøniken (2003-2006)
- 2900 Happiness (2007)